# Persefone
Persefone ist eine im Oktober 2001 gegründete Progressive-Metal-Band aus Andorra.

## Bandgeschichte
Persefone wurde 2001 gegründet. In den Frühzeiten coverte die Band Lieder von Arch Enemy, In Flames oder Dark Tranquillity. Danach begannen sie jedoch an eigenen Alben zu schreiben. Nach einiger Zeit schrieben die Bandmitglieder auch eigene Kompositionen und nahmen eine Demo auf, das 2004 vom französischen Label Adipocere Records als CD auf dem europäischen Markt veröffentlicht wurde. Nach einigen Line-up-Veränderungen veröffentlichte die Gruppe 2006 das Album Core, ein Konzeptalbum über die griechische Göttin Persephone, nach der sich die Gruppe benannte. Das Album erschien zuerst exklusiv in Japan und wurde erst 2007 von Burning Star Records für den europäischen Markt lizenziert. 2009 erschien Shin-ken, das dritte Album von Persefone. Wie der Vorgänger erschien das Album zunächst in Japan, ist jedoch über amazon.com im MP3-Format beziehbar. Mit dem 2013 erschienenen Album Spiritual Migration und dem 2017 erschienenen Album Aathma gewann Persefone deutlich an Popularität. Anlässlich des 15-Jahr-Jubiläum von Truth inside the Shades veröffentlichte die Band eine neue Version des Debütalbums. Dieses wurde hierzu rerecorded, remixed in Zusammenarbeit mit Brett Caldas (Tower Studio) remastered, um schließlich am 2. Oktober 2020 veröffentlicht zu werden.

## Diskografie
- 2004: Truth Inside the Shades
- 2006: Core
- 2009: Shin-Ken
- 2013: Spiritual Migration
- 2017: Aathma
- 2022: Metanoia